# 230 État 321 à 370

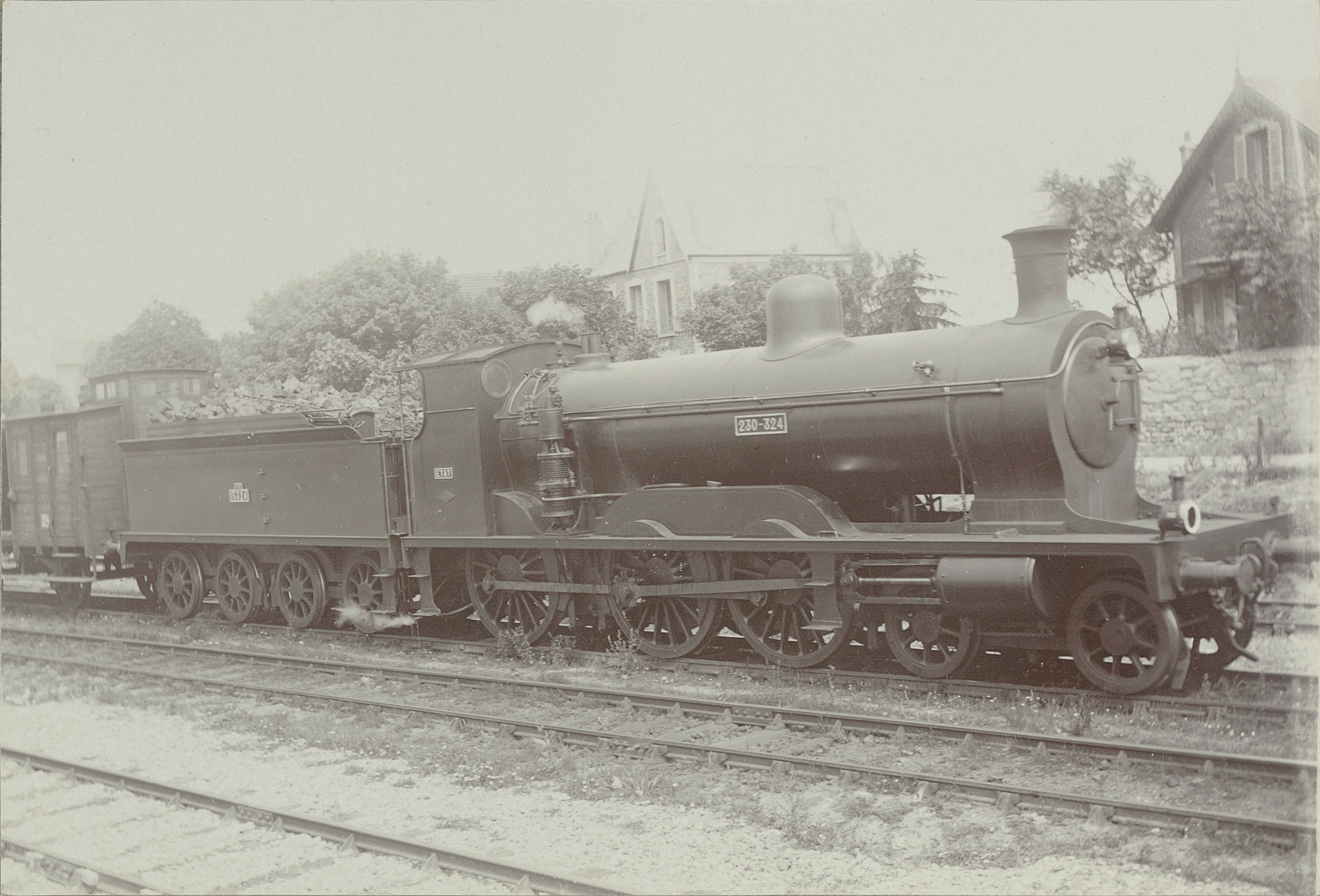
230-324 vers 1930

Les 230 État 321 à 370 sont des locomotives de type Ten Wheel à tender séparé, affectées aux trains de voyageurs et aussi de marchandises.

## Histoire
La série de 50 machines est livrée en 1912 par la firme North British Locomotives de Glasgow en Écosse. Ces locomotives sont construites sur le modèle similaire livré au Highland Railway et appelés "Castle Class".
En 1938, trois machines seulement seront intégrées au parc de la SNCF, les 230-323, 345 et 365 devenues 230 D 323, 345 et 365 .

## Description
Ces machines possèdent une chaudière équipée d'un foyer Crampton. Le moteur est à simple expansion. La distribution est à tiroirs plans intérieurs au châssis.

## Caractéristiques
Pression de la chaudière : 12 bars
Surface de grille :  2,42 m2
Surface de chauffe : 173,84 m2
Diamètre et course des cylindres  : 495 × 660 mm
Diamètre des roues motrices : 1750 mm
Diamètre des roues du bogie : 990 mm
Poids en ordre de marche :  62,6 tonnes
Capacité en eau du tender : 15,3 m3
Capacité en charbon du tender : 6,5 tonnes
Longueur totale : 10,71 m
Vitesse maxi en service : 100 km/h